# L・M・モンゴメリ

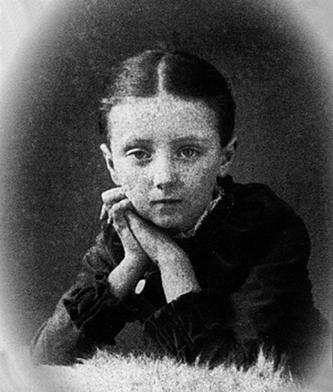
8歳当時

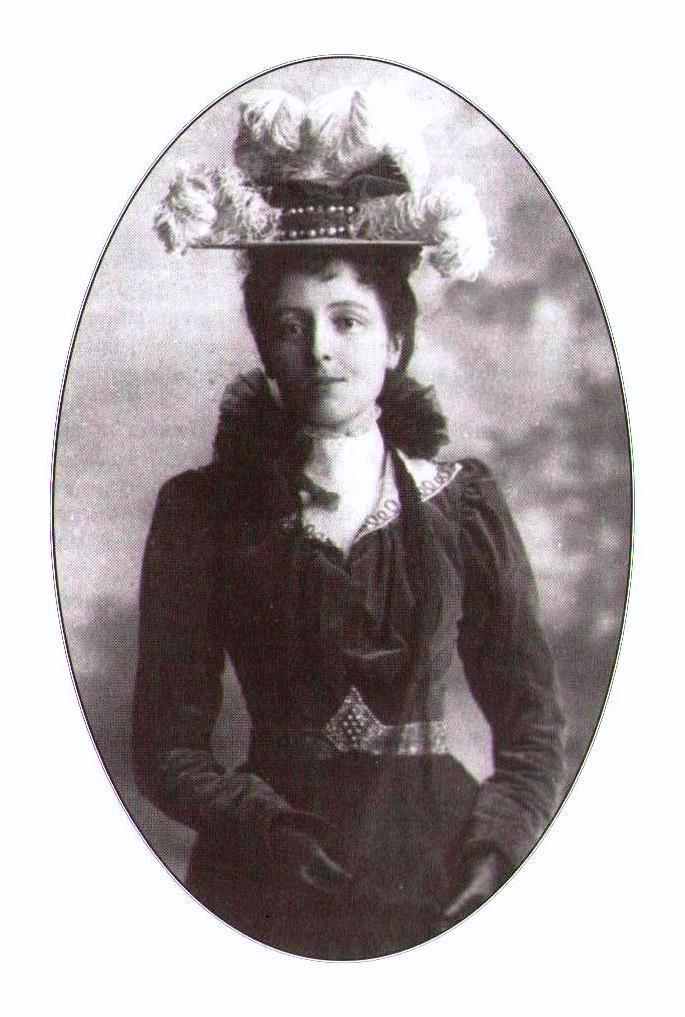
23歳当時

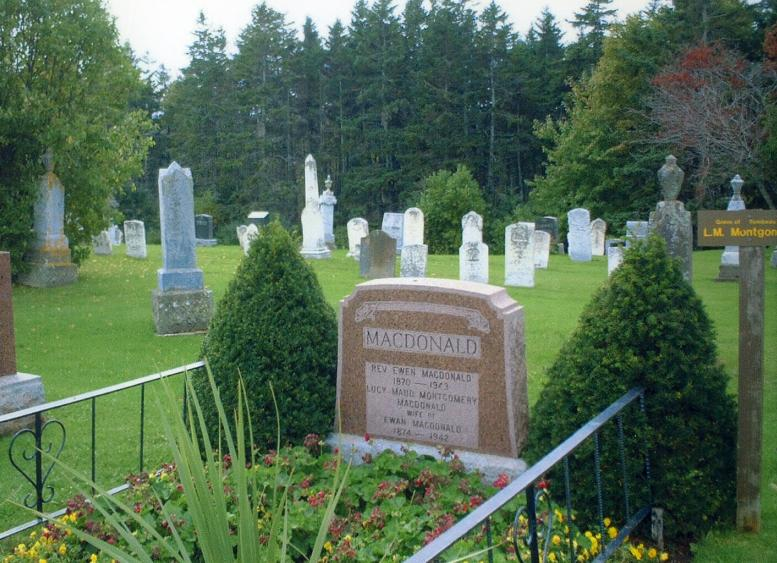
作者ルーシー・M・モンゴメリの墓（プリンスエドワード島）

ルーシー・モード・モンゴメリ（Lucy Maud Montgomery、1874年11月30日 - 1942年4月24日）は、カナダの小説家である。『赤毛のアン』の作者であり、本作を第一作とする連作シリーズ「アン・ブックス」で良く知られている。国際的に親しまれる英系カナダ文学の草分け的人物であり、日本で訳書が出版された最初のカナダ文学者でもある。

## 生涯

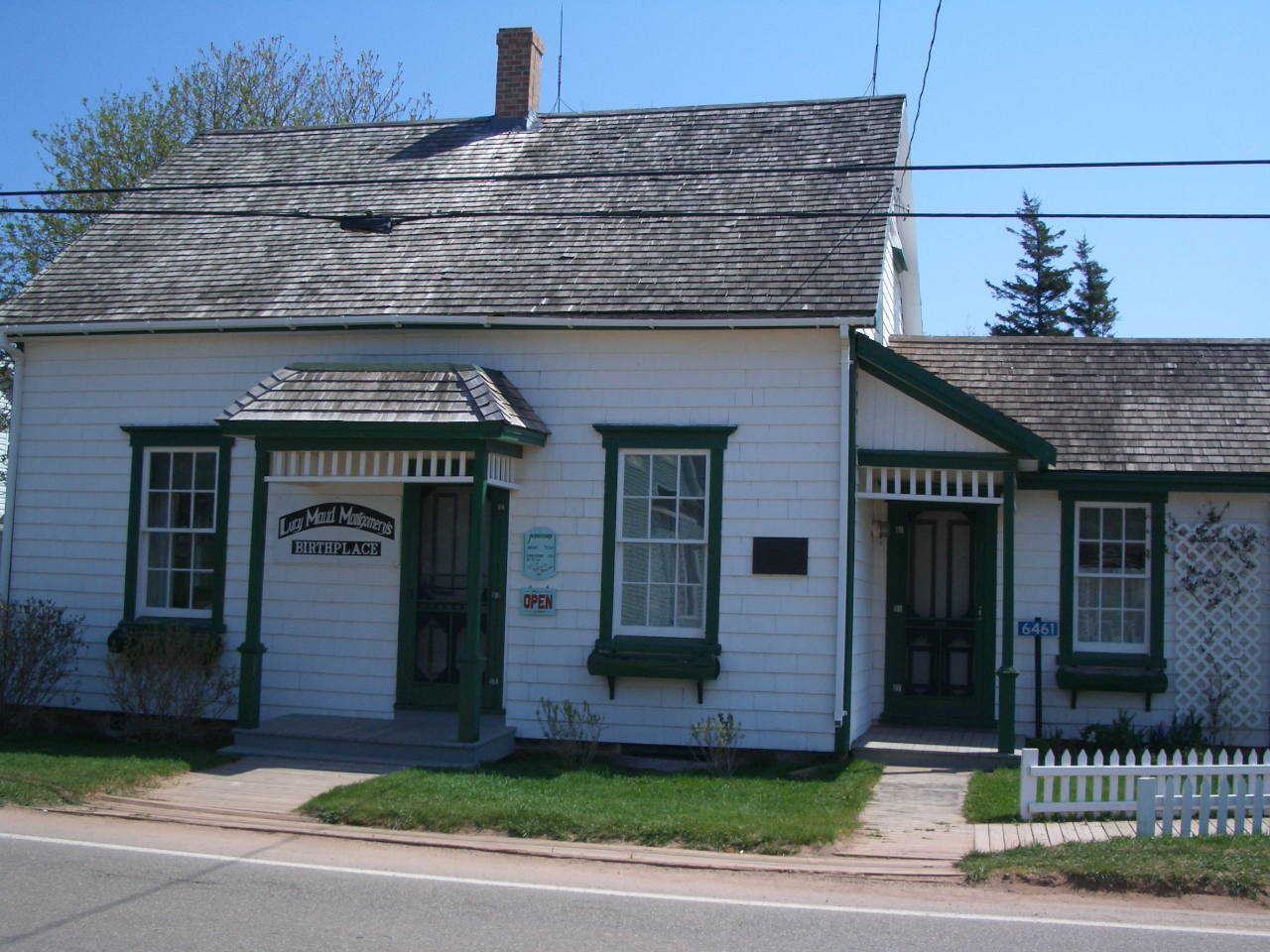
生家

ルーシー・モード・モンゴメリは1874年11月30日に、カナダ東部プリンス・エドワード島のクリフトン（現在のニューロンドン）で生まれた。スコットランド系とイングランド系の祖先を持つ。父方の祖父は、上院議員。
モンゴメリが生後21か月（1歳9か月）のとき、母クララ・ウールナー・マクニール・モンゴメリが結核で亡くなると、父ヒュー・ジョン・モンゴメリはカナダ西部へ移住したため、モンゴメリはキャベンディッシュの農場に暮らす母方の祖父母、アレクサンダー・マーキス・マクニールと、ルーシー・ウールナー・マクニールに厳しく育てられた。アレクサンダーの父は立法府議員。マクニール家は文才に恵まれた一族で、モンゴメリは祖父の詩の朗読をはじめ、叔母たちから多くの物語や思い出話を聞いて育った。しかし、一部の叔母たちを除いて、保守的な祖父、口うるさく支配的な祖母、モンゴメリの欠点をあげつらう親族のことは嫌っていた。
14歳の頃、初めてのラブレターを学友のネイク・ロックハートから受け取る(ネイクは『赤毛のアン』のギルバートのモデルとされる)。
1890年(15歳のころ)には父と継母と暮らすため、サスカチュワン州のプリンス・アルバートに送られたが、1年後にはプリンス・エドワード島の祖父母の家に戻っている。11歳しか年の違わない継母からは子守りと家事手伝いを命じられ、勉強をしたいという夢を打ち砕かれるが、この時期に書いた詩やエッセイが新聞に掲載され、作家を目指すきっかけとなった。この頃、通っていた学校の教師と学友の弟から求愛される。
1893年。キャベンディッシュでの中等教育を終えたモンゴメリは、シャーロットタウンのプリンス・オブ・ウェールズ・カレッジ(現在のホーランド・カレッジ)へ進学した。2年分の科目を1年で終え、1894年に一級教員の資格を取得した。1895年から1896年にかけてノバスコシア州の州都ハリファックスのダルハウジー大学で聴講生として文学を学んだ。1897年にまたいとこのエド・シンプソンに求婚されて婚約、その後下宿先の農家の息子ハーマン・リアードに恋するが、聡明で将来性はあるが愛情を持てないエドとも、愛しているが知性的でないハーマンとも破局する。
島にあるさまざまな学校で教師を務めていたが、1898年に祖父を亡くし、未亡人となった祖母と暮らすためにキャベンディッシュに戻った。祖父は地元の郵便局長も務めていたため、死後その仕事をモンゴメリが引き継いだ。1901年と1902年の短期間、ハリファックスで新聞社のデイリー・エコー社に記者兼雑用係として勤め、1902年に祖母の世話をするため、再びキャベンディッシュに戻った。ちょうどこの頃、すでに雑誌向けの短編作家としてキャリアを積んでいた彼女は、最初の長編を書く気になったという。作家交流サークルの紹介で、1902年から作家志望の教師イーフレイム・ウィーバー(Ephraim Weber, 1870–1956)と、1903年からスコットランドの地方紙記者のジョージ・ボイド・マクミラン（George Boyd MacMillan, 1881-1953）と文通を始める（両者ともに40年以上続いた）。
気難しい祖母との辛い暮らしの中、相談相手となってくれた長老派教会牧師ユーアン・マクドナルドと1906年に婚約。1908年最初の長編小説『赤毛のアン』を出版し、世界的ベストセラーとなる大成功を収める。ユーアン・マクドナルドとは祖母が亡くなった直後、モンゴメリ36歳の1911年7月11日に結婚し、英国・スコットランドへの新婚旅行の後、オンタリオ州リースクデール（現ダラム地域アクスブリッジ ）に移り住んだ。
モンゴメリは続く11冊の本をリースクデールの牧師館で書いた。1919年に最も親しかった従妹のフレドリーカ・キャンベル・マクファーレンを病気で失くす。この喪失感は生涯続いた。1926年に一家はノーヴァル（現在のオンタリオ州ハルトンヒルズ）に移住した。
1935年にフランス芸術院会員となり、また、大英帝国勲位も受けた。同年、一家はトロントへ移った。モンゴメリは1942年にトロントで亡くなった。『アンの想い出の日々』を書き上げた直後であったという。死因は「冠状動脈血栓症」とされてきたが、『赤毛のアン』原作誕生百周年の年に、孫娘のケイト・マクドナルド・バトラーにより、本当の死因は「うつ病による薬物の過剰摂取が原因の自殺」と公表された（自殺説には、モンゴメリの伝記を書いたゲルフ大学のメアリー・ルビオ名誉教授による異論がある）。グリーン・ゲイブルズおよび教会での葬儀のあと、キャベンディッシュ墓地に葬られた。
モンゴメリのコレクションはゲルフ大学に所蔵されているほか、プリンスエドワードアイランド大学にあるthe L.M. Montgomery Instituteがモンゴメリ関連の研究や会議をコーディネートしている。モリー・ギレンは、モンゴメリとマクミランが交わした40以上の手紙を元にモンゴメリの初めての伝記「The Wheel of Things: A Biography of L.M. Montgomery (1975) 」（邦題『運命の紡ぎ車）を著した。1980年代初め、モンゴメリの全日記がメアリー・ルビオとエリザベス・ウォーターストンの編集でオックスフォード大学印刷局から刊行された。1988年から1995年にかけて、リー・ウィルムシュルストがモンゴメリの短編を収集して出版した。

## 家族

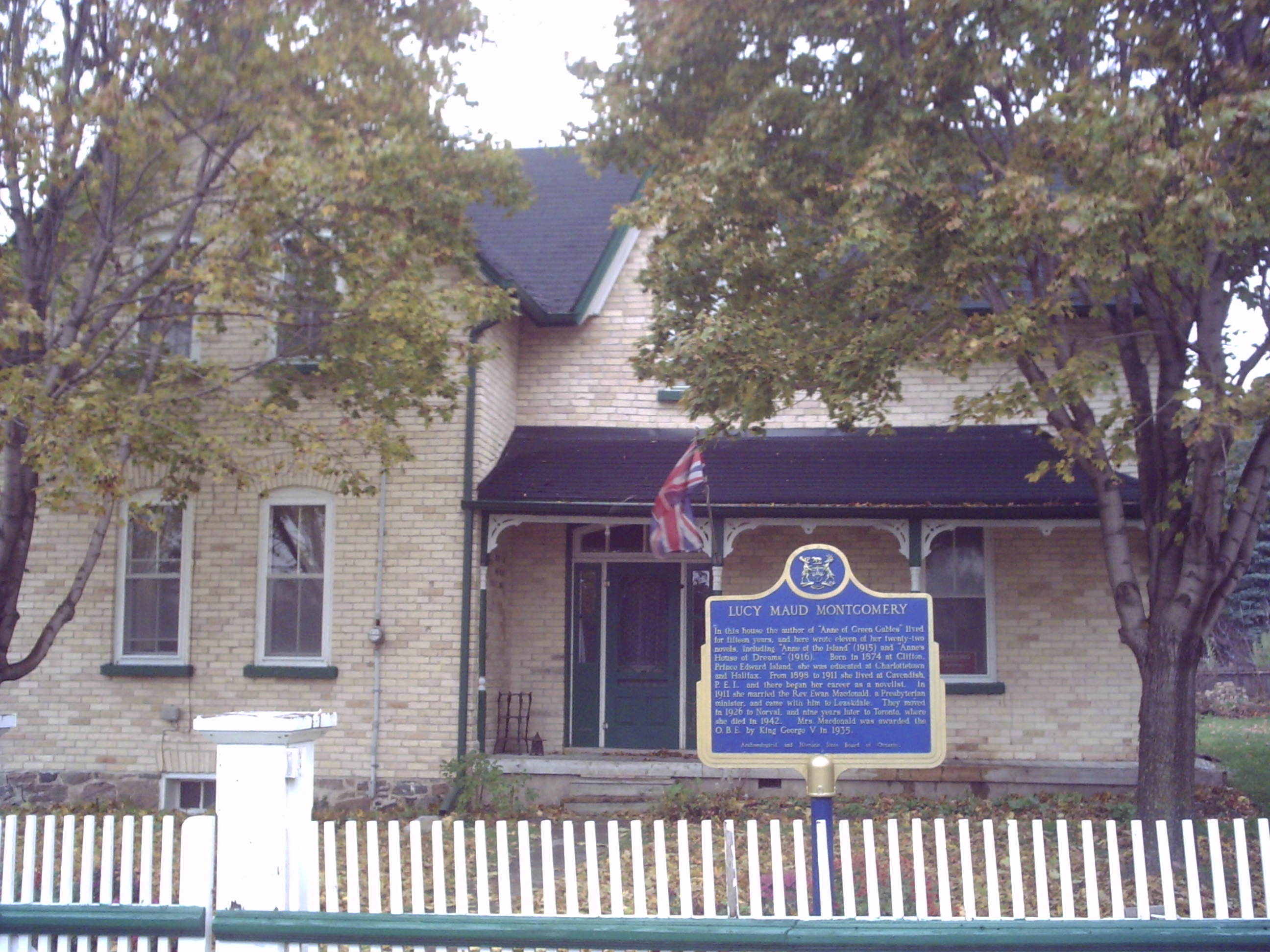
牧師のユーアンと結婚後、1911年から1926年まで住んだオンタリオ州リースクデールの新居。

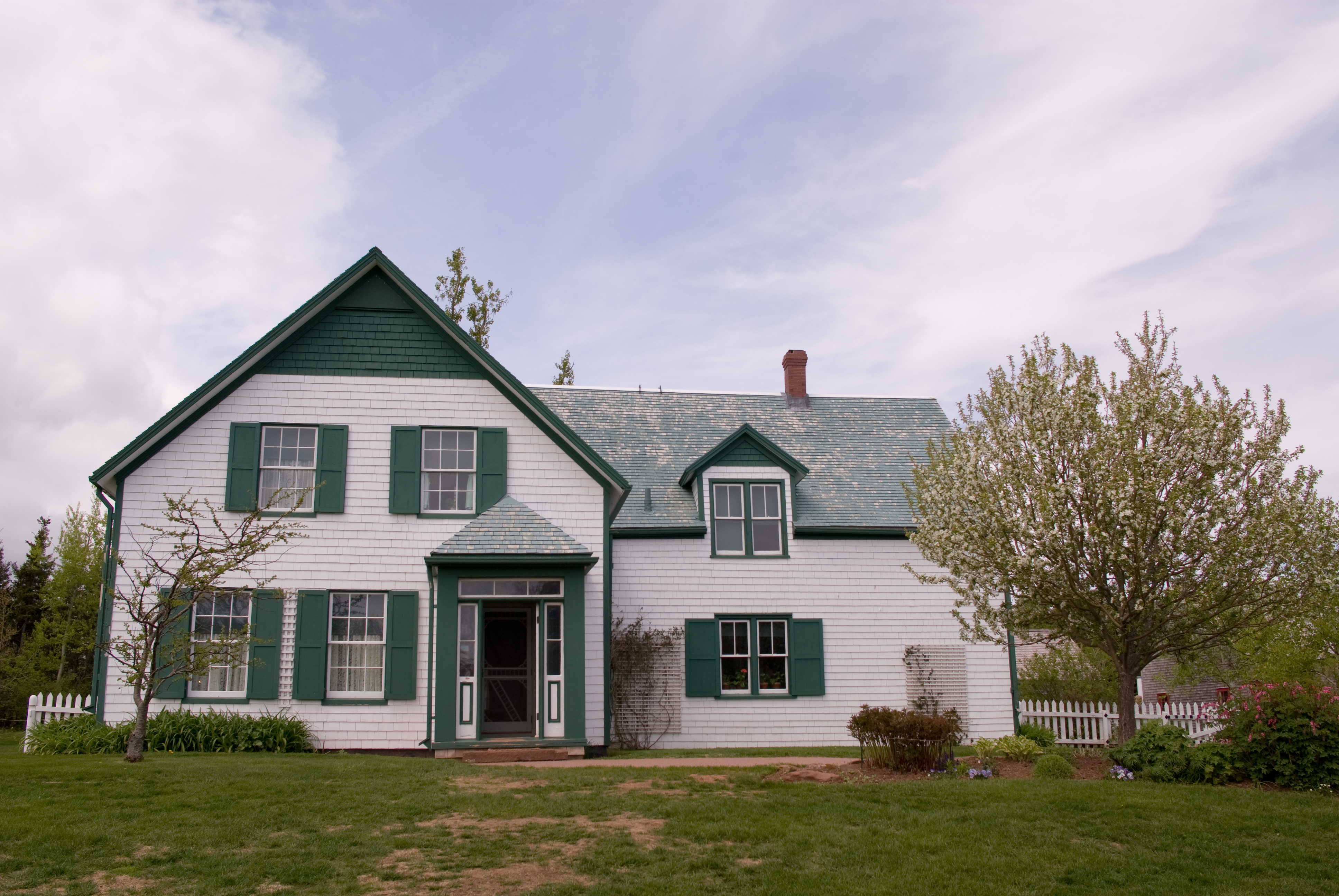
母方の親戚（祖父のいとこ）が住んでいたキャベンディッシュの家（通称「アンの家」）

夫のユーアンは学生時代に患ったうつ病が結婚後8年目に再発、生涯快癒する事はなかった。モンゴメリは世間に夫の病名を隠して看護を続けたが、晩年は家庭内外の問題で心労が重なり、モンゴメリ自身も神経を病んだという。二人の間には3人の男子があった。チェスター・キャメロン・マクドナルド(1912-1964)、（ユーアン）スチュアート・マクドナルド（1915-1982）、そして1914年に死産したヒュー・アレクサンダーである。
モンゴメリ家は1769年にイギリスからカナダに入植したスコットランド系移民で、ルーシー・モード・モンゴメリ(以下LMM)で5代目。LMMの祖父ドナルド・モンゴメリ（1808-1893）はカナダの上院議員で、ジョン・A・マクドナルド首相とも友人であり、LMMは1890年に祖父とともに首相と同席している。祖父の邸宅は現在子孫が「モンゴメリー・イン・アット・イングルサイド」の名でB&Bとして経営している。父のヒュー・ジョン・モンゴメリ（1841-1900）は妻のクレアラ（1853-1876）と死別後、LMMをクレアラの両親に預けて再婚し4児を儲けた。
母のクレアラはLMMが2歳になる前に結核で死去。母の父方祖父（LMMの曽祖父）ウイリアム・シンプソン・マクニール（1781-1870）は立法府議員で、その弟の子供にデイビッド、マーガレットという兄妹がおり、二人はプリンスエドワード島キャベンディッシュの切妻屋根の農家に暮らし、生涯独身であったことから、『赤毛のアン』でアンが引き取られたマシュウとマリラのモデルと見なされている。
1897年にLMMと一時婚約していたまたいとこのエド・シンプソンは当時神学生で、将来は牧師になり裕福な生活と社会的地位が得られると判断してLMMはその求婚を受け入れたが、その後好きになった下宿先の長男に対するような熱情がエドには湧かず破談にした。1909年には、別のまたいとこのオリバー・クロムウェル・マクニールもLMMに求婚したが断られている。
LMMの二男のスチュアートの娘ケイト・マクドナルド・バトラー（en:Kate Macdonald Butler）はテレビ・プロデューサーとして赤毛のアン関連作品に多数関わっており、2008年には新聞への寄稿で、LMMの死因は薬物の過剰摂取による自殺であったことを公表した。また、遺産相続人の一人としてアン関連商品製造販売会社や赤毛のアン (1985年の映画)の制作会社などと著作権料を巡って法廷闘争となった（赤毛のアン事件など）。

## 筆名等について
モンゴメリは筆名等に神経質であったことが知られる。「赤毛のアン・ライセンス局」に記載されている日本語の表記は「ルーシー・モード・モンゴメリ」および「L. M. モンゴメリ」である。結婚後は姓が変わりマクドナルド夫人となるが、筆名は当然、変わることなく、L. M. Montgomery を用いる。他方、手紙では L. M. Montgomery Macdonald と署名している。モンゴメリは自身のファースト・ネーム「ルーシー」を酷く嫌っていたため、ペンネームをL. M. モンゴメリにしたいと出版社に希望した。友人たちはモード(Maud)と呼んだが、父は「モーディー」と愛称で呼んだ。

## 著作
1908年の『赤毛のアン』の成功の後、1909年の第2作『アンの青春』など、『赤毛のアン』シリーズ（アン・ブックス）を含め生前に20冊の小説と2冊の短編集を書いた。特に『赤毛のアン』は何度も映画化され、40か国語に翻訳されるなどの成功を収めた。
『赤毛のアン』は日本では、1952年に村岡花子により翻訳・紹介され、主に少女たちの間で熱狂的に愛読された。のちに、中学の国語の教科書に収録され、1979年に世界名作劇場シリーズでテレビアニメ『赤毛のアン』として放送された。モンゴメリの生地、プリンス・エドワード島を訪れる日本人観光客は多い。
なお、少女期から『赤毛のアン』を愛読していた作家の松本侑子は、1990年代に原書で読み直したところ、中世から19世紀にかけてのイギリス文学のパロディが、大量に詰め込まれていることを発見し、1993年に詳細な注釈つきの『赤毛のアン』の改訳版を刊行した。
- 『赤毛のアン』シリーズ
- 『可愛いエミリー』『エミリーはのぼる』『エミリーの求めるもの』3部作
- 『もつれた蜘蛛の巣』、角川文庫、2009年
- 『青い城』、角川文庫、2009年
- 『ストーリー・ガール』、全2巻、角川文庫、2010年
- 『丘の家のジェーン』、角川文庫、2011年
- 『銀の森のパット』、角川文庫、2012年
- 『パットの夢』、角川文庫、2012年

ノンフィクション
- 『険しい道　モンゴメリ自叙伝』、篠崎書林、1979年